# Cadillac Place
Cadillac Place, antiguamente llamado General Motors Building, es un complejo de edificios de oficinas situado en el 3044 de West Grand Boulevard, en el barrio New Center de Detroit, Míchigan, Estados Unidos. Fue renombrado Cadillac Place en honor al fundador de Detroit, el francés Antoine de Lamothe-Cadillac. Este ornamentado edificio de oficinas de clase A se construyó entre 1919 y 1923 con acero, caliza, granito y mármol. Es un Monumento Histórico Nacional desde 1985.

## Historia

### General Motors Building
Tras mucha presión de la Junta Directiva de General Motors, William C. Durant aceptó en 1919 construir una sede permanente en Detroit para la empresa que fundó en 1908. La empresa compró la manzana del West Grand Boulevard entre las calles Cass y Second y demolió los 48 edificios que había en ella para empezar las obras.
El 2 de julio de 1919 se puso la primera piedra y el ala de Cass Avenue estaba lista para su uso en noviembre de 1920, mientras el resto del edificio estaba aún en construcción. El edificio se llamó originalmente en honor a Durant, pero una lucha interna por el poder consiguió su destitución en 1921 y el edificio se renombró General Motors Building. Sin embargo, ya se había tallado la "D" inicial encima de la entrada principal y en algunos otros lugares del edificio, donde aún hoy continúan.
Fue la sede mundial de General Motors desde 1923 hasta 2001.

### New Center Development
En 2001 GM trasladó sus últimos empleados al Renaissance Center, situado en el río Detroit. En 1999, General Motors transfirió la propiedad del edificio a New Center Development, Inc., una empresa sin ánimo de lucro controlada por TrizecHahn Office Properties, que actuó como promotora y empezó la renovación de las últimas plantas que GM abandonó en el año 2000. El Anexo se construyó poco después del edificio principal, y en los años cuarenta se conectó al adyacente Argonaut Building mediante un puente peatonal en la cuarta planta. Al este se construyó un aparcamiento, al otro lado de Cass Avenue, también conectado al edificio principal con un puente peatonal. A principios de los años ochenta, se construyó un tercer puente sobre Grand Boulevard, para conectar el edificio con New Center One y el St. Regis Hotel.

### Gobierno de Míchigan—Cadillac Place
Actualmente el edificio alberga oficinas de varias agencias del Gobierno de Míchigan bajo un contrato de alquiler de veinte años firmado en 1998. Al final del plazo, el Estado tiene la opción de comprar el edificio por un dólar. En 2002 el edificio fue renovado para albergar las oficinas del Estado de Míchigan, una de las renovaciones de edificios históricos más grandes de los Estados Unidos. Cuando se finalizó esta renovación se renombró Cadillac Place en homenaje al fundador de Detroit, Antoine Laumet de La Mothe, señor de Cadillac.
Actualmente, Cadillac Place contiene más de dos mil funcionarios del Estado, incluido el Tribunal de Apelación de Míchigan del Distrito I. La antigua oficina ejecutiva del edificio funciona como la oficina de Detroit del gobernador de Míchigan y el fiscal general, y varios jueces del Tribunal Supremo de Míchigan tienen oficinas en el edificio.

## Arquitectura

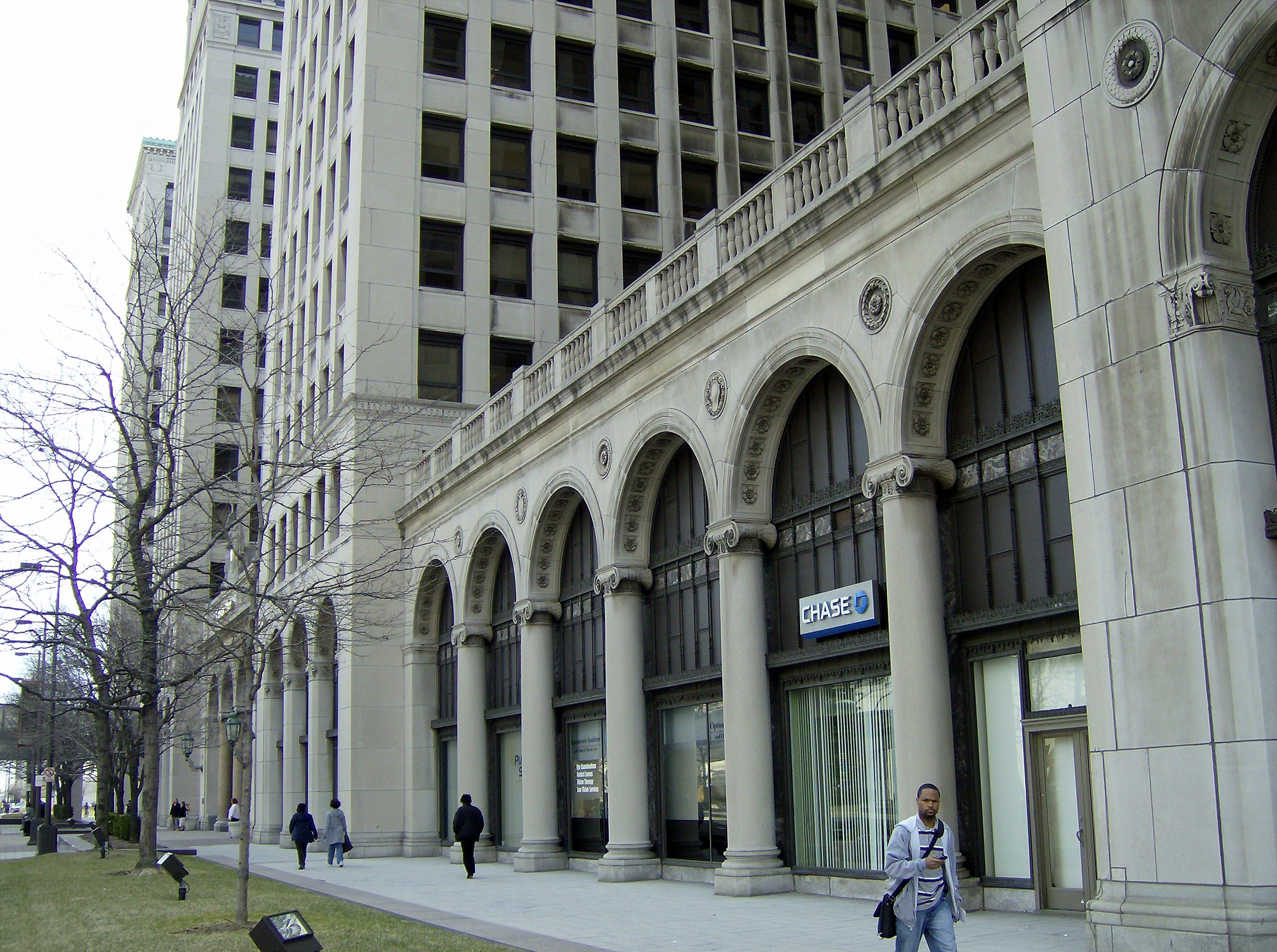
La columnata del Grand Boulevard.

Cadillac Place tiene quince plantas y una altura de 67,1 metros, y su última planta está a 57 metros de altura. El edificio tiene 31 ascensores. Se construyó originalmente con 110 000 m² y posteriormente se ampliaron a 130 000 m². Es un magnífico ejemplo de la arquitectura neoclásica, y fue designado Monumento Histórico Nacional el 2 de junio de 1978.
Diseñado por el conocido arquitecto Albert Kahn, el edificio consiste en una base de dos plantas con cuatro alas paralelas de quince plantas que conectan con un ala central perpendicular. Kahn usó este diseño para permitir que la luz del sol y la ventilación natural alcanzaran todas las oficinas del edificio. Todo el edificio está revestido con caliza y coronado con una columnata de orden corintio de dos plantas de altura. Cuando se inauguró en 1923, se convirtió en el segundo edificio de oficinas más grande del mundo, solo por detrás del Equitable Building de Nueva York.
La base del edificio está rodeada por una columnata sostenida por columnas jónicas. La entrada se sitúa en una logia por detrás de tres arcos de la fachada del Grand Boulevard. Se cruza con la columnata y forma un gran vestíbulo con un techo de casetones, que contiene los ascensores.

### Interior

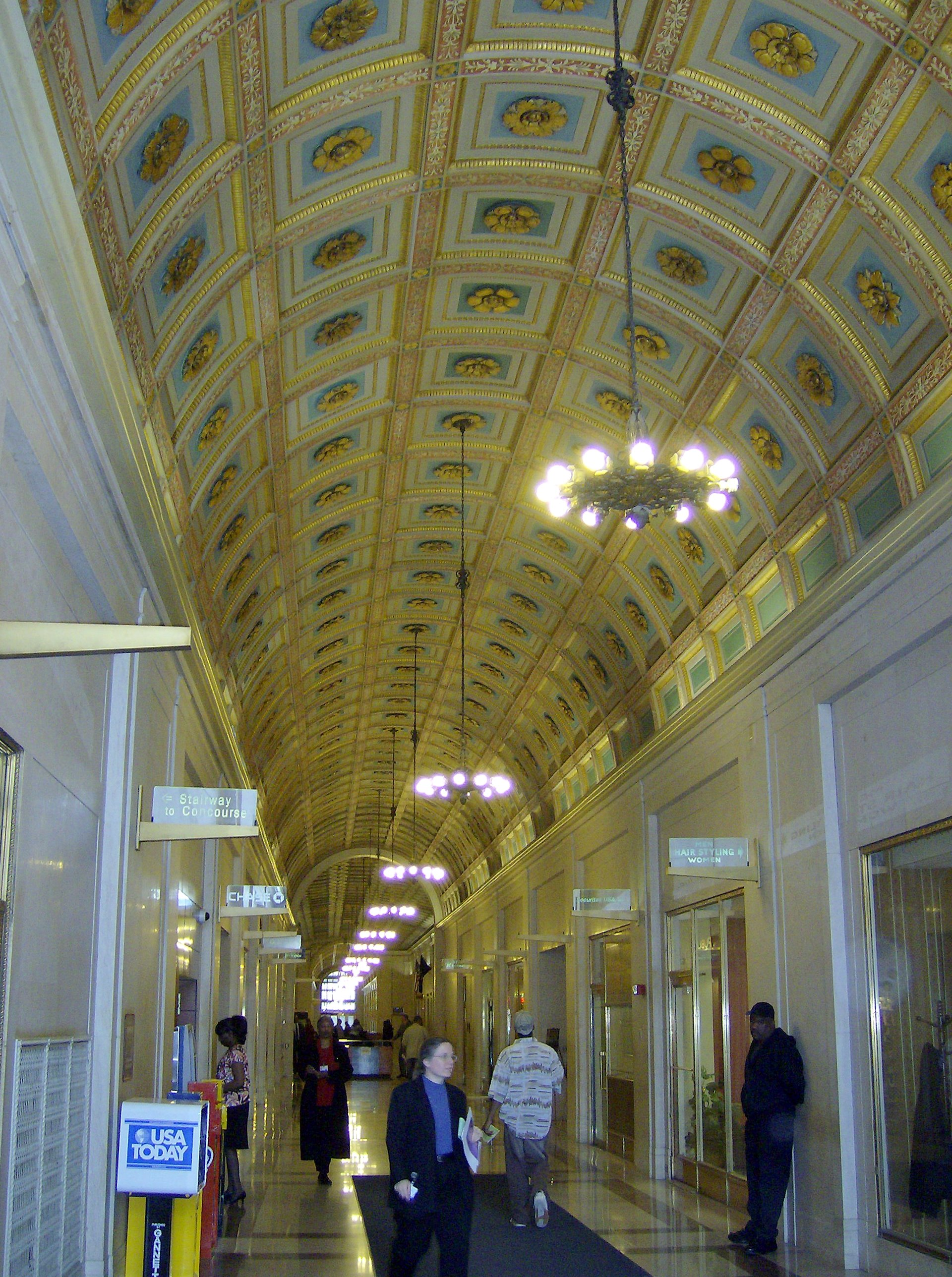
La galería comercial interior.

El interior tiene una arcada abovedada cuyas paredes están revestidas con mármol italiano. El suelo de la planta baja es de mármol de Tennessee. La arcada tenía originalmente tiendas y un auditorio, que era usado por la empresa y grupos comunitarios. El auditorio se convirtió posteriormente en una exposición de automóviles. En las plantas más altas, los suelos son también de mármol gris de Tennessee, mientras que las paredes de los pasillos están cubiertas con el mármol de Alabama blanco original.
En la planta baja se situaban dos piscinas, una de las cuales se convirtió en una cafetería. Los azulejos con un motivo acuático dan pistas del uso original de este espacio. Una calzada hundida entre las calles Cass y Second divide la planta baja del edificio principal de la planta baja del Anexo.
Cuando en 1927 se construyó el Fisher Building al otro lado del Grand Boulevard, los dos estaban conectados con un túnel peatonal subterráneo que también los conectaba con el New Center Building al norte. Estos túneles permitían que los trabajadores y visitantes se desplazaran entre los tres edificios sin salir al exterior.

### Anexo

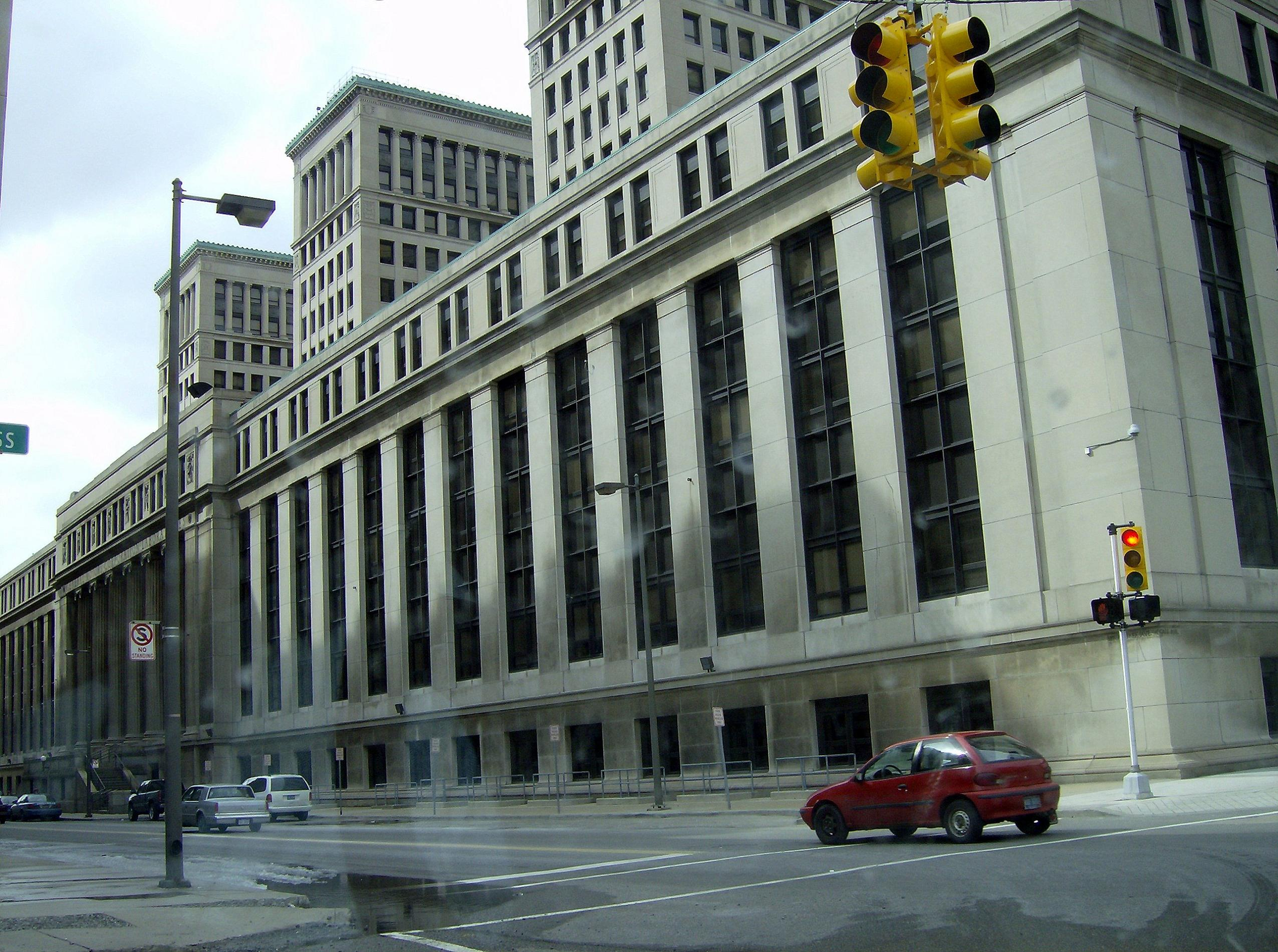
El anexo posterior desde las calles Cass y Milwaukee.

Al sur del edificio principal está el Anexo, que tiene cinco plantas y fue la sede original del Laboratorio de Investigación de General Motors. En 1930, estos laboratorios se trasladaron al Argonaut Building, de estilo art déco, situado al otro lado de Milwaukee Avenue. Posteriormente, albergó durante muchos años la oficina central de Chevrolet. En 2009, cuando se vendió el Argonaut Building, se eliminó el puente peatonal que conecta los dos y se restauró la fachada del Anexo.

### Renovación
Entre 2000 y 2002, se renovó exhaustivamente el General Motors Building para que albergara oficinas del Estado de Míchigan. El arquitecto Eric J. Hill participó en la renovación, que fue dirigida por Albert Kahn and Associates, el mismo estudio que diseñó el edificio. Además de mejorar los sistemas existentes, reconfigurar algunos espacios y redecorar el interior, se instaló aire acondicionado central. Cuando el edificio se construyó, la única manera de enfriarlo en los meses más cálidos era abrir las ventanas. Posteriormente, General Motors instaló unidades de ventana para enfriar algunas oficinas y zonas de trabajo. Durante la renovación, sistemas de gran escala sustituyeron las casi 1900 unidades de ventana que había cuando GM abandonó el edificio.

## Galería de imágenes

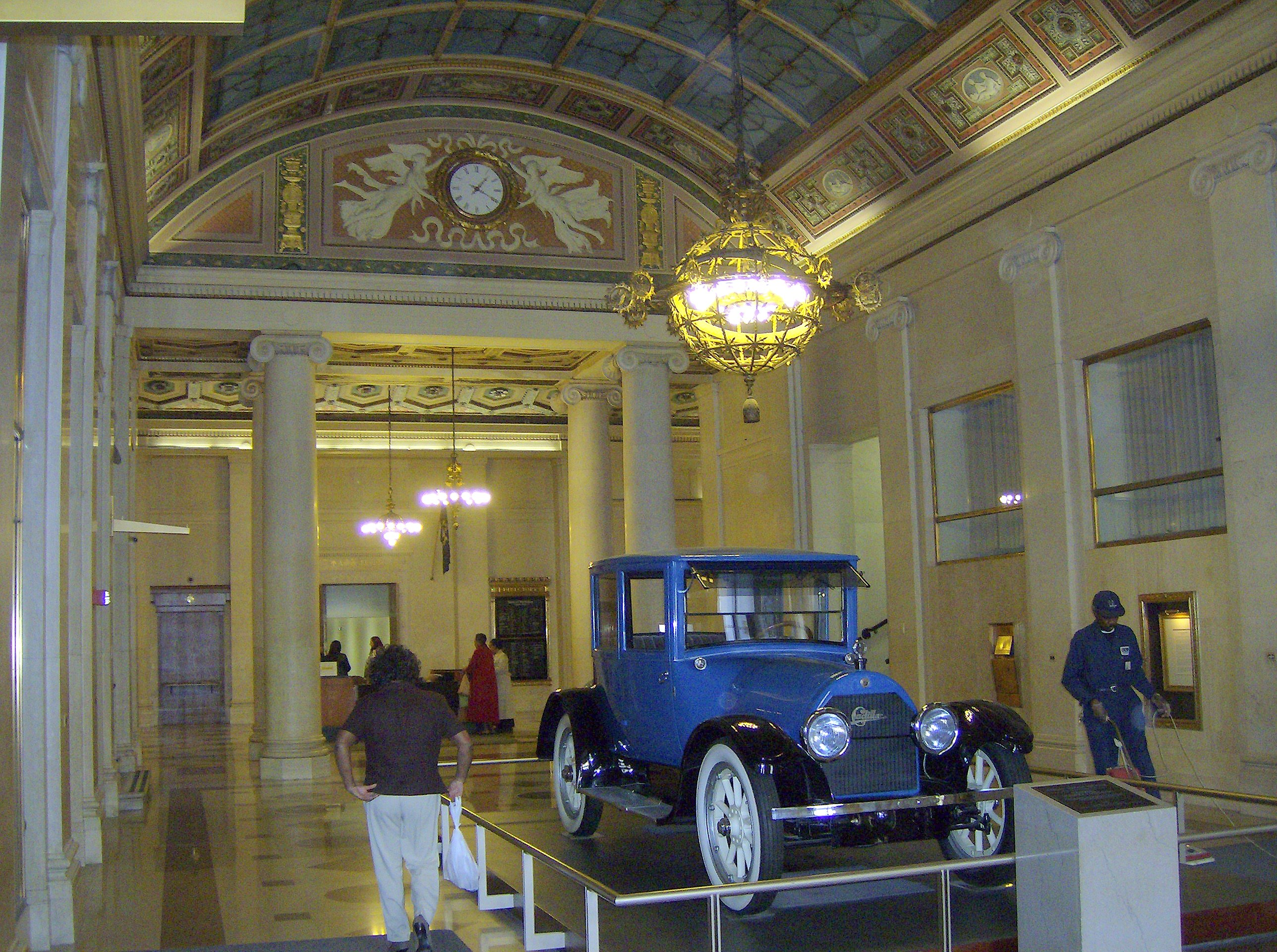
La entrada principal desde el West Grand Boulevard.
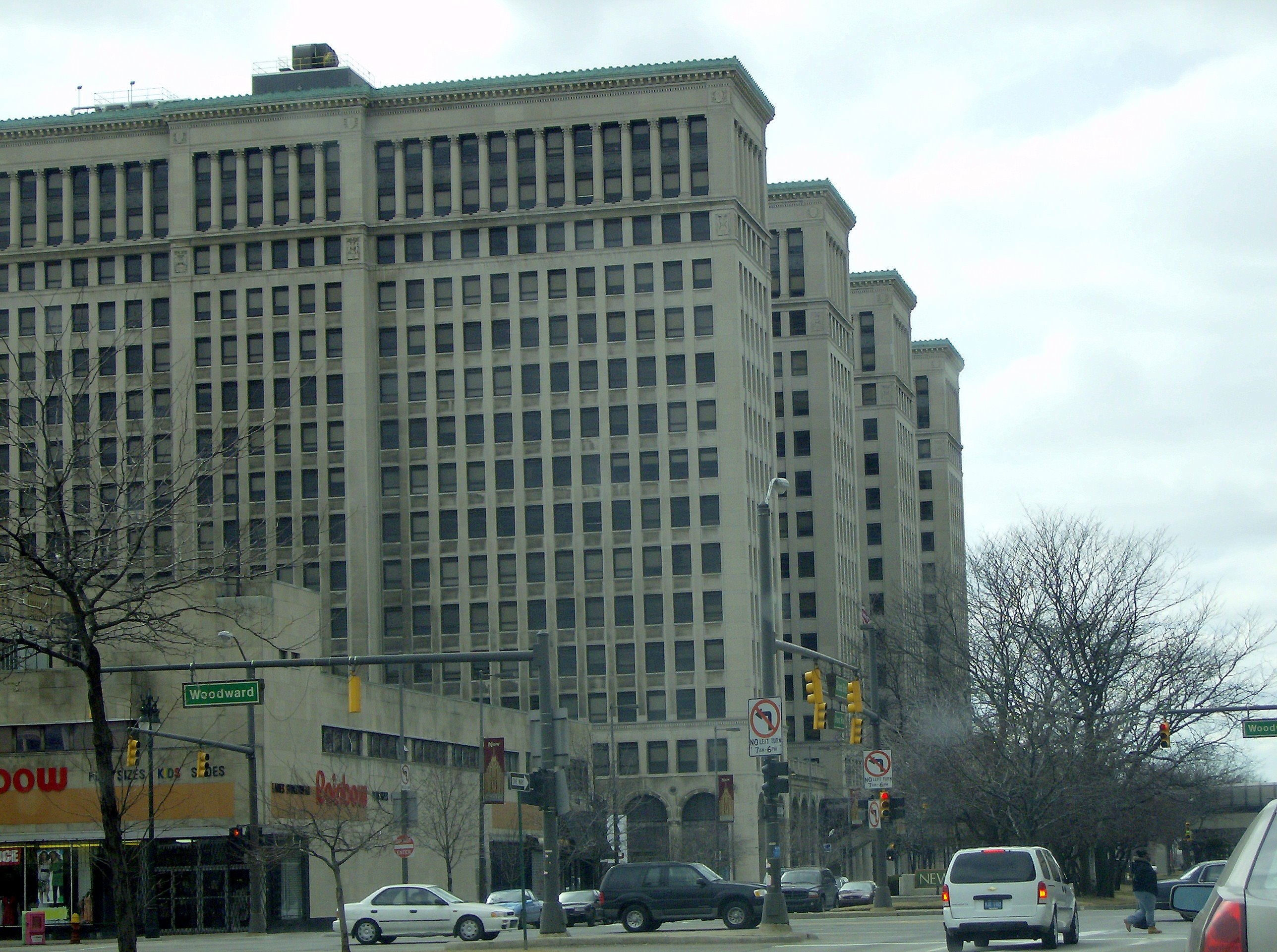
Vista desde Grand Boulevard y Woodward Avenue.
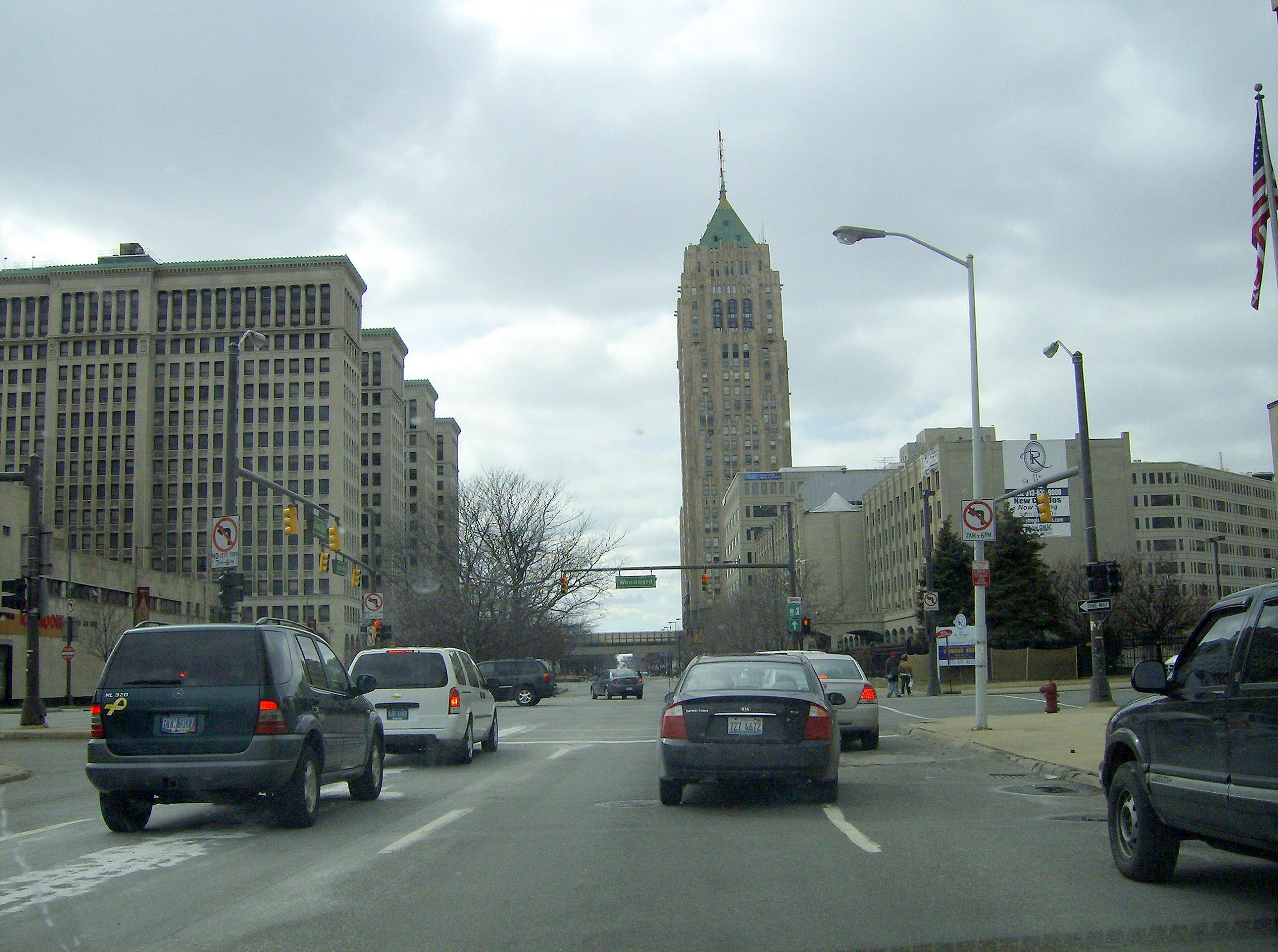
Cadillac Place (izquierda) y el Fisher Building.
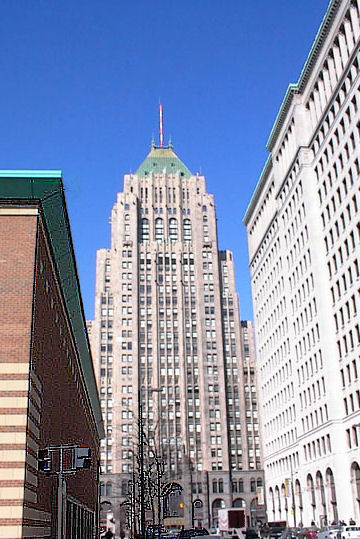
Cadillac Place y el Fisher Building, los dos Monumentos Históricos Nacionales del New Center.
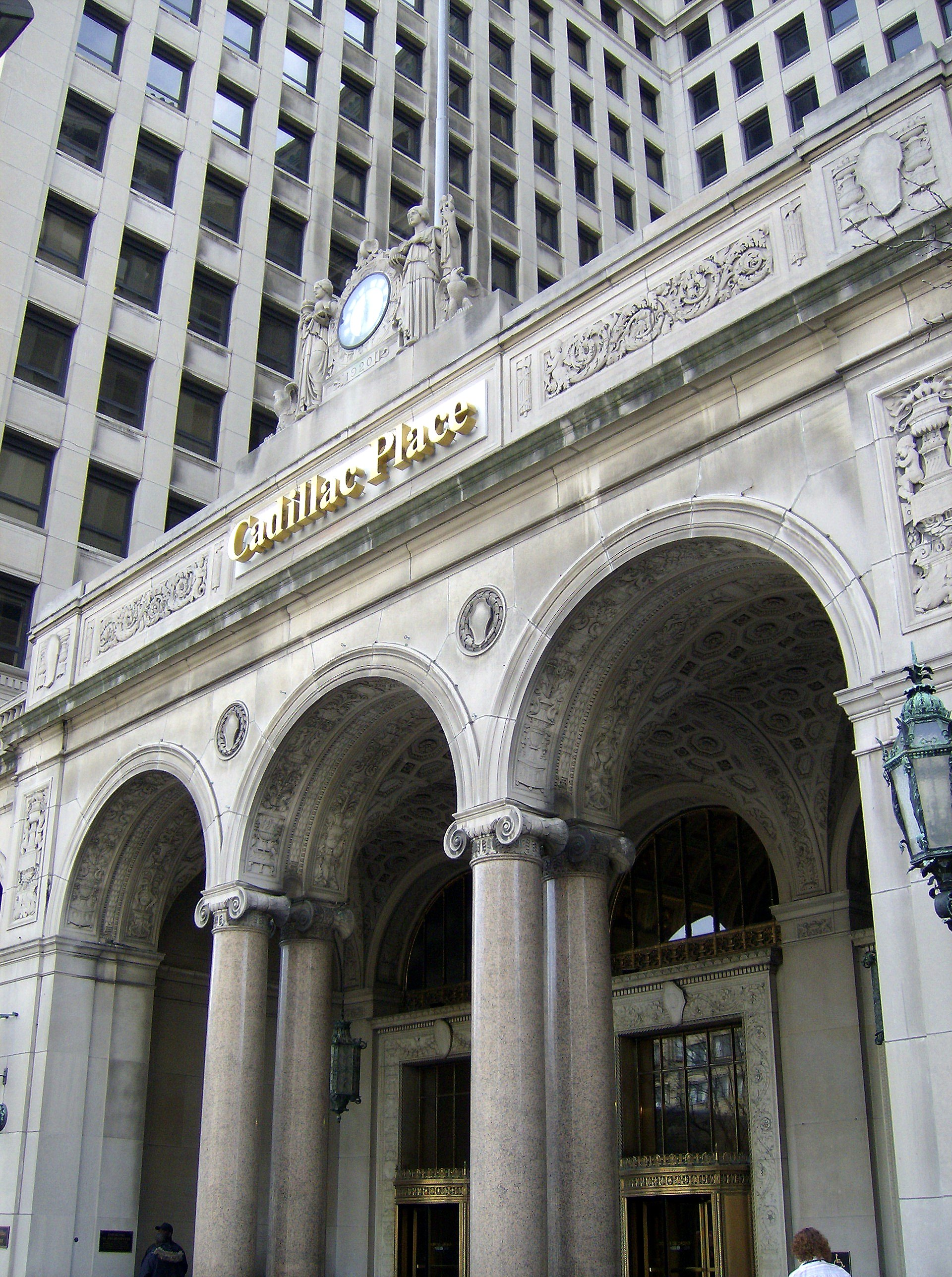
Entrada principal de Cadillac Place.